# Processus zygomaticus ossis frontalis

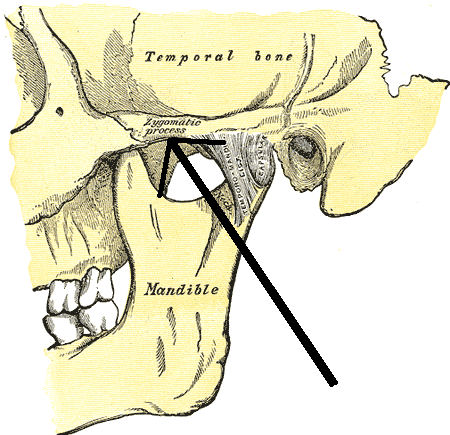
Az állkapocs ízület

A homlokcsont (os frontale) margo supraorbitalis külső része a processus zygomaticus ossis frontalis ami erős, kiálló és a járomcsonttal (os zygomaticus) ízesül.